# Panacela signicosta
Panacela signicosta är en fjärilsart som beskrevs av Embrik Strand. Panacela signicosta ingår i släktet Panacela och familjen Eupterotidae. Inga underarter finns listade i Catalogue of Life.